# NGC 6839
NGC 6839 est un vieil amas ouvert situé dans la constellation de la Flèche. Il a été découvert par l'astronome germano-britannique William Herschel en 1784.
NGC 6839 est à environ 1 410 pc (∼4 600 al) du système solaire et les dernières estimations donnent un âge de 1,4 milliard d'années. La taille apparente de l'amas est de 6 minutes d'arc, ce qui, compte tenu de la distance et grâce à un calcul simple, équivaut à une taille réelle de 8 al.
Wolfgang Steinicke et le professeur Seligman considèrent NGC 6839 comme un groupe d'étoiles et non un amas ouvert. La base de données NASA/IPAC considère NGC 6839 comme un doublon de M71. Pour les bases de données Simbad et HyperLeda, NGC 6839 est un amas ouvert, tandis qu'il n'y a aucune donnée sur le site WEBDA qui est consacré aux amas ouverts. 